# Раєвський Георгій Володимирович
Гео́ргій (Ю́рій) Володи́мирович Рає́вський (7 липня 1909, Київ — 23 травня 1975, Київ) — український науковець-зварювальник, інженер-будівельник, фахівець з питань зварних конструкцій. Доктор технічних наук (1963), професор (1964). Лауреат Ленінської премії (1958) та Державної премії СРСР (1976; посмертно).

## Життєпис

Могила Георгія Раєвського, Байкове кладовище

Народився 7 липня 1909 року у Києві.
Працював в Інституті електрозварювання АН УРСР.
В 1948 році в Інституті електрозварювання під керівництвом Г. В. Раєвського було розроблено технологію виробництва негабаритних зварних листових конструкцій, в результаті якої було створено новий метод спорудження резервуарів — метод рулонування.
Змолоду хворів на кістковий туберкульоз, але, кульгаючи, не розлучаючись з паличкою, Раєвський будував Дніпрогес, причому працював на найскладніших його ділянках. Був фахівцем з металоконструкцій, і Патон одним з перших привернув його до справ нового інституту. В Тагілі Раєвський постійно переглядав вузли та деталі, щоб можна було варити їх автоматами під флюсом, адже готувалися вони свого часу під ручну зварку. Так він реалізував один з головних постулатів Патона: конструктор повинен здійснювати свою ідею з урахуванням технології, тобто автозварювання.
Лауреат Ленінської премії (1958) та Державної премії СРСР (1976; посмертно). Нагороджений орденом «Знак Пошани».
Помер у 65-річному віці 23 травня 1975 року. Похований на Байковому кладовищі (північна частина ділянки № 33, 50°25′4.40″ пн. ш. 30°30′9.30″ сх. д. / 50.4178889° пн. ш. 30.5025833° сх. д.).